# Andrew Schally
Andrew Victor Schally (Wilno, 1926. november 30. – 2024. október 17.) lengyel-amerikai biokémikus. 1977-ben az agy hormontermelésének kutatásáért orvosi Nobel-díjban részesült.

## Tanulmányai
1926. november 30-án született Wilnóban, a város ekkor Lengyelországhoz tartozott. Apja, Kazimierz Schally tábornok, Ignacy Mościcki lengyel köztársasági elnök kabinetfőnöke volt. Édesanyja, Maria Łącka révén egy régi lengyel nemesi család leszármazottja.
1939. szeptemberében, amikor Németország megtámadta Lengyelországot, családjával együtt elhagyta a hazáját (apja a szövetségesek hadseregében továbbra is harcolt a németek ellen) és Romániába menekült, ahol az internált lengyelországi zsidó közösségben vészelték át a háborút. Schally így valamennyire megtanulta a jiddis nyelvet; emiatt néha a zsidó származású Nobel-díjasok közé sorolják, de állítása szerint ősei között lengyelek, osztrákok, magyarok, franciák és svédek voltak.
1945-ben Olaszországon és Franciaországon keresztül Skóciába költöztek. Itt végezte el a középiskolát, majd kémiát tanult a Londoni Egyetemen. 1950–1952 között a londoni Nemzeti Orvostudományi Kutatóintézetben dolgozott, ahol a világ élvonalába tartozó tudósok (mint a Nobel-díjas Rodney Porter, Archer Martin vagy John Cornforth) munkatársa lehetett és ő maga is inspirációt kapott az orvostudományi kutatásra. 1952-ben a kanadai Montréalba költözött, ahol a McGill Egyetemen csatlakozott az endokrinológiai laboratóriumhoz. Murray Saffran irányítása mellett kezdte el tanulmányozni az adrenokortikotrop hormont (ACTH) és a kortikoszteroidokat.

## Munkássága
1957-ben megszerezte PhD fokozatát és ugyanebben az évben elnyert egy állást a texasi Houstonban, a Baylor Egyetemen, Roger Guillemin laboratóriumában. Schally a kortikotropinfelszabadító hormont próbálta izolálni, de ekkor még nem sikerült akkora mennyiségben előállítani, hogy analizálni tudta volna. 1961-ben egy hónapot Finnországban, majd Svédországban töltött, hogy megtanulja az oszlopkromatográfiás analitikai módszert. Visszatérése után, 1962-ben elfogadta a New Orleans-i Veteránhivatal (Veterans Administration) állásajánlatát és a szervezet kórházában kinevezték az endokrinológiai laboratórium vezetőjévé. Emellett a Tulane Egyetemen is tanított, ahol 1966-ban professzori kinevezést kapott. Szintén 1962-ben megkapta az amerikai állampolgárságot.
Schally a sertés hipotalamuszából izolálta a más hormonokat aktiváló peptidhormonokat, mint a tireotropinfelszabadító hormont 1969-ben, a gonadotropinfelszabadító hormont 1971-ben és a szomatosztatint 1975-ben. Ezeket a felfedezéseket korábbi munkatársával, Roger Guilleminnel való éles versenyben tette. Utóbbi a birka hipotalamuszából próbálta kivonni a szabályozó hormonokat; 1 mg analizálható mintához ötmillió birkaagyat kellett feldolgoznia. A mindössze 3 aminosavból álló tireotropinfelszabadító hormont néhány hónapos különbséggel izolálták és analizálták 1969-ben. Schally és Guillemin úttörő munkájával megalapozta a hipotalamusz endokrinológiájának kutatását. Eredményeiket a klinikai gyakorlatban is gyorsan alkalmazni kezdték.
1977-ben Schally, Guillemin és Rosalyn Yalow (utóbbi a radioimmunoassay kifejlesztéséért) orvostudományi Nobel-díjat kapott "az agy peptidhormontermelésének felfedezéséért".
1981-ben kimutatta, hogy a gonadotropifelszabadító hormon patkányokban megállítja a prosztatarák előrehaladását.

## Díjai
- 1969 az Amerikai Pajzsmirigy Társaság Van Meter-díja
- 1970 William S. Middleton-díj
- 1974 a Torontói Egyetem Charles Mickle-díja
- 1974 a kanadai Gardner Alapítvány nemzetközi díja
- 1975 az Amerikai Orvosegyetemek Szövetségének Borden-díja
- 1975 Albert Lasker-díj
- 1977 Fiziológiai és orvostudományi Nobel-díj
- 1979 Dél Keresztje-rend (Brazília)
- 1979 a Spanyol Társadalombiztosítási Kórházrendszer Kék Keresztje, arany fokozat
- 1997 a Mexikói Társadalombiztosítási Intézet díja
- 2004 a Francia Becsületrend lovagja

Nyolc ország akadémiájának tagja és 30 egyetem adományozott neki tiszteletbeli címet.

## Családja
Schally kétszer házasodott. Első feleségétől, Margaret Rachel White-tól egy fia és egy lánya született; később elváltak. 1976-ban Ana Maria de Mederios-Comarut vette feleségül; ebből a házasságából nem származott gyermeke.